# Johannes Mahusius
Johannes Mahusius (* um 1507 in Oudenarde; † 4. Oktober 1572 ebenda) war von 1561 bis 1568 der erste katholische Bischof von Deventer.

## Leben
Mahusius wurde um 1507 in Oudenarde geboren (das Geburtsdatum ist nicht genau überliefert), studierte in Löwen und trat in den Orden der Franziskaner-Minoriten ein. Dort erwarb er sich einen hohen Ruf als Prediger und Gelehrter. 1537 war er Lektor im Kloster seines Ordens zu Antwerpen, 1539 in Löwen, 1551 Guardian in Brüssel. Als solcher entsandte ihn Königin Maria, Statthalterin der Niederlande, zum Konzil von Trient. Im April 1552 kehrte er in die Heimat zurück.
Das Bistum Deventer wurde am 12. Mai 1559 durch die Bulle Super Universas von Papst Paul IV. gegründet. König Philipp II. schlug dem Kardinal Antoine Perrenot de Granvelle Johannes Mahusius als Bischof des neuen Bistums vor. Mit Datum vom 15. März 1560 sandte de Granvelle eine Liste nach Rom, auf der Mahusius als Kandidat für den Bischofssitz von Deventer empfohlen wurde. Formell wurde er am 8. August 1561 durch Pius VI. zum Bischof von Deventer ernannt, doch konnte er aufgrund der Reformation sein Bistum nie in Besitz nehmen und empfing wegen seines Alters und körperlicher Schwäche auch nicht die Bischofsweihe. Im Jahre 1568 trat er vom Bischofsamt zurück.
Nach dem Bericht von Zeitgenossen war er 1572 ein alter, kranker Mann, der sich nicht mehr bewegen und das Bett nicht mehr verlassen konnte. Er wurde von einem Trupp „Geusen“ oder „Hugenotten“ (Reformierten) im Franziskanerkloster von Oudenarde gefunden und, wie Laurentius Surius und Heinrich Fabricius es schildern, so schwer misshandelt, dass er starb. Die zeitgenössische Quelle beschreibt es folgendermaßen: „ward er doch wunderbarlich von inen mit seltzamen / schimpfferlichen / gar unzuchtigen bossen gefatzt / gezogen / geschlagen / namen jhn bey der kutten / worffen jhn vom beth auff die erd / und stieß jhn ein jeder als ein grausam wunder von sich.“
Johannes Mahusius starb 1572 im Franziskanerkloster von Oudenarde, in dem er die meiste Zeit seines Lebens verbracht hatte. Die Allgemeine Deutsche Biographie nennt 1572 als Jahr seiner Misshandlung und des Todes und bezieht sich dabei auf die Grabinschrift, die laut Reusch allerdings erst 1655 entstand. Teilweise werden aber auch andere Jahre genannt, so berichtet etwa Gasman im Nieuw Nederlandsch Biografisch Woordenboek, dass Mahusius' Rücktritt erst 1570 erfolgte, und van der Aa datiert seinen Tod auf den 10. Mai 1577.

## Werke
Autor
- Epitome annotationum in Novum Testamentum. 1538.

Herausgeber
- Opus imperfectum in Matthaeum. Antwerpen 1548.